# Orde van de Onafhankelijkheid (Zanzibar)
De Meest Illustere Orde van de Onafhankelijkheid (Arabisch: "Wisam al-Istiqlal") was een ridderorde van de Sultan van Zanzibar. Deze ridderorde werd op 9 november 1963 door de regerende Sultan Sayyid Jamshid bin ‘Abdu’llah als een Orde van Verdienste met de gebruikelijke 5 graden ingesteld om het herstel van de onafhankelijkheid van het eiland luister bij te zetten. Zanzibar was een eeuw lang een Duits en later Brits protectoraat geweest.
In het decreet waarin de orde werd ingesteld worden verdiensten voor het herwinnen van de onafhankelijkheid en toekomstige verdiensten genoemd als criteria voor de toekenning van deze onderscheiding. Voor verdiensten van een meer persoonlijk karakter aan hem en zijn Huis betoond was er de oudere Orde van de Stralende Ster die nu meer een huisorde werd.
- Commandeur met de Grote Halve Maan (Engels: "Commander Grand Crescent ")
- Commandeur met Ster (Engels: "Commander Star")
- Commandeur (Engels: "Companion")
- Officier (Engels: "Officer")
- Lid (Engels: "Member")

## Het einde van de Orde van de Onafhankelijkheid
Toen op 12 januari 1964 op Zanzibar een revolutie uitbrak moest de regerende Sultan Jamshid bin Abdullah vluchten. Het samenvoegen van Zanzibar en de Republiek Tanganyika tot de Verenigde Republiek Tanzania betekende het einde van de ridderorden van Zanzibar.